# Amur virus
Amur virus (англ.) относится к роду хантавирусов. Является одной из причин заболевания геморрагической лихорадкой с почечным синдромом в Китае. Также известны случаи заражения вирусом на Дальнем Востоке России, в Северной и Южной Кореях.
Естественным переносчиком вируса является восточноазиатская мышь. Самыми близкими родственниками амурскому вирусу считаются вирус хантаан и Soochong virus, так как оба вируса в азиатском регионе распространяются через зараженных восточноазиатских мышей. На протяжении долгого времени высказывались предположения, что амурский вирус и Soochong virus на самом деле одно и то же. Тем не менее, исследования показали существенную разницу их генотипа.